# پل اتریدیز
پل اتریدیز (انگلیسی: Paul Atreides؛ ‎/əˈtreɪɪdiːz/‎؛ همچنین شناخته‌شده با نام مُعَدّیب؛ انگلیسی: Muad'Dib) یک شخصیت خیالی در جهان تلماسه است که توسط فرانک هربرت خلق شده است. او قهرمان اصلی دو رمان نخست این مجموعه، تلماسه (۱۹۶۵) و مسیحای تلماسه (۱۹۶۹) است و بازگشتی در کودکان تلماسه (۱۹۷۶) دارد. این شخصیت در رمان‌های شکارچیان تلماسه (۲۰۰۶) و کرم‌های تلماسه (۲۰۰۷) از برایان هربرت و کوین جی. اندرسون که به مجموعه اصلی پایان می‌دهند، تحت دو گولای متفاوت بازگردانده می‌شود و در پیش‌درآمدهای پلِ تلماسه (۲۰۰۸) و بادهای تلماسه (۲۰۰۹) ظاهر می‌شود. به گفتهٔ برایان هربرت، فرزند و زندگی‌نامه‌نویسِ فرانک هربرت، خاندان اتریدیز بر پایهٔ اسطوره‌های قهرمانانه اما بدطالعِ یونانیِ آترئوس خلق شده است.
یکی از موضوع‌های اصلی تلماسه و دنباله‌های آن هشدار فرانک هربرت در مورد تمایلات جامعه برای «سپردن هر ظرفیت تصمیم‌گیری» به یک رهبر کاریزماتیک است. او در سال ۱۹۷۹ گفت: «نکتهٔ اصلی سه‌گانهٔ تلماسه این است: مراقب قهرمانان باشید. بسیار بهتر است به قضاوت و اشتباهات خودتان تکیه کنید». پائول از طریق استراتژی نظامی و مانورهای سیاسی خود به رهبری می‌رسد، اما قدرت‌های مافوق بشری و توانایی او برای قراردادن خود در زیرساخت‌های مذهبیِ از پیش موجود، به او این امکان را می‌دهد که خود را به عنوان مسیحا بر جهان تحمیل کند. پل به عنوان «مُعَدّیب» به شخصیت مرکزی یک دین جدید تبدیل می‌شود و با اکراه یک جهاد خونین را به نام خود در سراسر جهان به راه می‌اندازد. او با ایدهٔ بالقوه برای به‌دست‌گرفتنِ کنترلِ الهی بر امپراتوریِ تازه‌ساخته‌شدهٔ خود مبارزه می‌کند، اما در نهایت با گذاشتن آن بر دوش خواهرش آلیا و فرزندانش لتوی دوم و گانیما از زیر بار سرنوشت خود می‌گریزد.
پل اتریدیز در اقتباس سینمایی دیوید لینچ از سال ۱۹۸۴ توسط کایل مک‌لاکلن و در مینی‌سریال ۲۰۰۰ و دنباله آن در ۲۰۰۳ توسط الک نیومن به تصویر کشیده شده است. تیموتی شالامی این شخصیت را در فیلم ۲۰۲۱ و دنبالهٔ آن در ۲۰۲۳ به کارگردانی دنی ویلنوو به تصویر می‌کشد.

## تحلیل شخصیت
به گفته برایان هربرت، فرزند و زندگی‌نامه‌نویس فرانک هربرت، خاندان اتریدیز بر پایهٔ اسطوره‌های قهرمانانه اما بدطالعِ یونانیِ آترئوس آفریده شده است. برایان هربرت با اشاره به اینکه شخصیت‌های تلماسه با کهن‌الگوهای اساطیری مطابقت دارند، نوشت که «پل، شاهزادهٔ قهرمان در حین سفر در جستجوی ماجرا است و با دختر یک پادشاه ازدواج می‌کند». موضوع اصلی تلماسه و دنباله‌های آن هشدار فرانک هربرت در مورد تمایلات جامعه برای «سپردن هر ظرفیت تصمیم‌گیری» به یک رهبر کاریزماتیک است. او در سال ۱۹۷۹ گفت: «نکته اصلی سه‌گانهٔ تلماسه چنین است: مراقب قهرمانان باشید. بسیار بهتر است به قضاوت خود و اشتباهات خود تکیه کنید» او در سال ۱۹۸۵ نوشت: «تلماسه تماماً بر روی ایدهٔ یک رهبر معصوم استوار است، زیرا دیدگاه من از تاریخ بازگو می‌کند که اشتباهات یک رهبر (یا تحت نام یک رهبر) با تعداد افرادی که بدون هیچ سؤالی او را دنبال می‌کنند تقویت می‌شود.» هربرت در مصاحبه‌ای در سال ۱۹۷۰ اشاره کرد که شخصیت پل برای بیان «تضادهای استبدادی و ضرورت لحظه» ساخته شده است.
در طول رسیدن پل به موقعیت ابرانسانی، او خط داستانی مشترک بسیاری از داستان‌ها را دنبال می‌کند که تولد یک قهرمان را توصیف می‌کنند. شرایط ناگواری بر او تحمیل شده است و پس از مدت‌ها سختی و تبعید با سرچشمهٔ شیطان در داستان خود مقابله کرده و آن را شکست می‌دهد. به این ترتیب، تلماسه نمایندهٔ یک روند کلی است که از داستان‌های علمی تخیلی آمریکایی در دهه ۱۹۶۰ آغاز می‌شود، زیرا شخصیتی را نشان می‌دهد که از طریق ابزارهای علمی به موقعیت خداگونه می‌رسد. کنترل پائول بر روی یک کرم شنی غول پیکر و سوارشدن و راندن آن، نقش وی را به عنوان یک رهبر فرمن تثبیت می‌کند، و او در نهایت به سطحی از دانایی کل دست می‌یابد که منجر به رسیدن او به تاج‌وتخت سلطنتی شده و باعث می‌شود که فرمن‌ها او را همانند یک ایزد پرستش کنند.
دنی ویلنوو، کارگردان و یکی از نویسندگان فیلم اقتباسی تلماسه از سال ۲۰۲۱، پل را با شخصیت مایکل کورلئونه از پدرخوانده مقایسه کرد و توضیح داد که «او در حال آموزش برای دوک‌شدن است. اما به همان اندازه که او برای آن نقش آموزش دیده و آماده شده است، آیا واقعاً این همان چیزی است که او آرزویش را دارد؟ این تناقض آن شخصیت را نشان می‌دهد. مانند مایکل کورلئونه در پدرخوانده - کسی که سرنوشت بسیار غم‌انگیزی دارد و تبدیل به چیزی می‌شود که نمی‌خواست بدان تبدیل شود.»

## در اقتباس‌ها

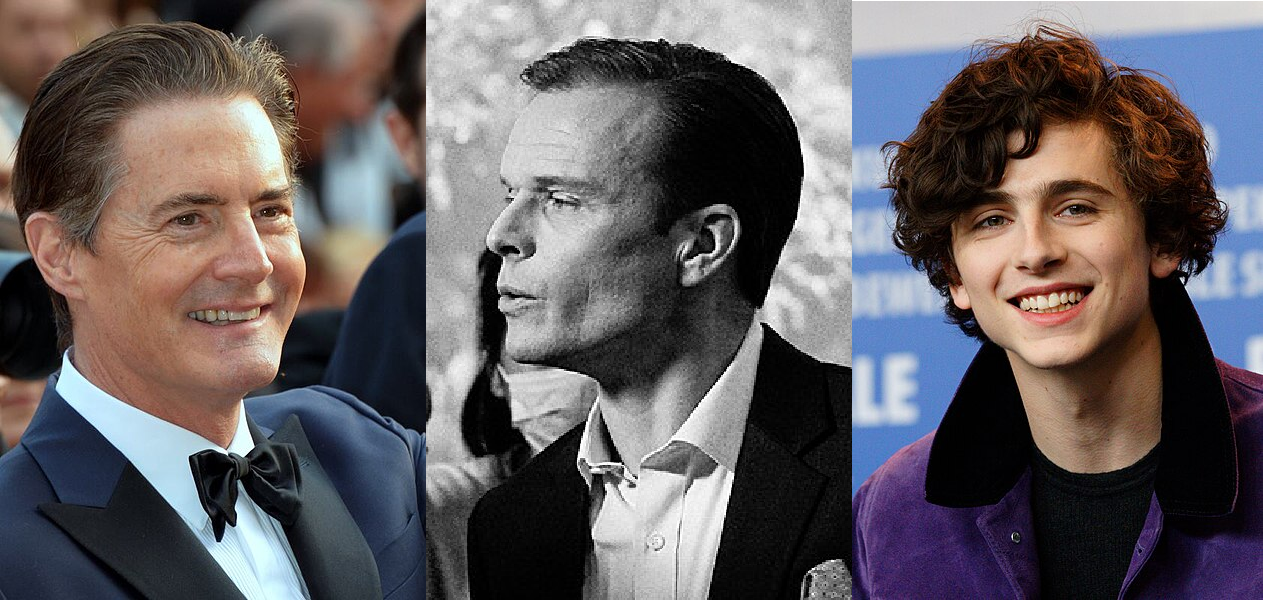
پل اتریدیز توسط سه بازیگر کایل مک‌لاکلن (۱۹۸۴)، الک نیومن (۲۰۰۰/۲۰۰۳) و تیموتی شالامی (۲۰۲۱/۲۰۲۴) به تصویر کشیده شده است.

پل توسط کایل مک‌لاکلن در اقتباس سینمایی دیوید لینچ در سال ۱۹۸۴، و توسط الک نیومن در مینی سریال ۲۰۰۰ و دنباله آن در سال ۲۰۰۳ به تصویر کشیده شده است. این شخصیت توسط تیموتی شالامی در فیلم تلماسه از دنی ویلنوو محصول ۲۰۲۱ به تصویر کشیده می‌شود.
ریچارد کورلیس از تایم خاطرنشان می‌کند که «مک‌لاکلنِ ۲۵ ساله، در نقش به طرز چشمگیری رشد می‌کند؛ خصوصیات او، به عنوان فردی لطیف و لوس در ابتدا، پس از بر عهده‌گرفتن مأموریت خود، زرق و برق مردانه‌ای به خود می‌گیرد». لینچ و تهیه‌کننده رافائلا دی لورنتیس قصد داشتند به‌طور خاص بازیگری ناشناس را برای نقش پل انتخاب کنند و جستجوی سراسری را آغاز کردند. الیزابت لوستینگ، پیشاهنگ بازیگری، مک‌لاکلن را که در جشنواره شکسپیر اورگان اجرا می‌کرد، کشف کرد.
لورا فریس از ورایتی می‌نویسد که «نیومن، به عنوان پاول بد خلق، تنها به یک نُت پایبند است». امت اشر-پرین از Tor.com انتخاب نیومن به عنوان یک بازیگر بزرگسال در نقش پل را مشکل‌ساز معرفی کرد، چرا که این شخصیت در فیلمنامه نسبت به نسخهٔ رمان مبدأ به مراتب نابالغ‌تر است و رمان با دقت بیشتری نگارش شده است.
تیموتی شالامی برای بازی در فیلم ۲۰۲۱ مورد تحسین گستردهٔ منتقدان قرار گرفت. بن تراویس از امپایر نوشت: «شالامی در میان بازی‌های یکنواخت عالی، در نخستین نقش اصلی بلاک‌باسترش جای خودش را دارد. در فیلمی به این اندازه، هر زمانی شانسی وجود دارد که او توسط عظمت کرم شنی همراه با همه چیز در اطرافش بلعیده شود—اما حتی در برابر این منظرهٔ عظیم، کاریزمای مغناطیسی‌ای که او در کرایه‌های مستقل کوچکتر نشان داده بود، می‌درخشد.»

## کالاها
مجموعه‌ای از فیگورهای اکشن تلماسه از شرکت اسباب‌بازی ال‌جی‌ان در سال ۱۹۸۴ با فروش ضعیفی عرضه شد. این مجموعه که پس از فیلم دیوید لینچ طراحی شده بود، چهره‌ای از پل و همچنین شخصیت‌های دیگر را به نمایش می‌گذاشت. شرکت اسباب‌بازی فانکو در اکتبر ۲۰۱۹ نوعی از فیگورهای وینیل را معرفی کرد، که پل را در یکی از آن‌ها با یک استیل‌سویت (Stillsuit) نمایش می‌داد که در اقتباس فیلم لینچ طراحی شده است. پل و چانی هر دو در اکتبر ۲۰۲۱ به فورتنایت بتل رویال اضافه شدند.
پل در سال ۱۹۷۹ در یک بازی تخته‌ای از شرکت بازی‌سازیِ آوالون هیل با عنوان تلماسه ظاهر شد؛ علاوه بر آن در بازی دیگری با نام تلماسه از برادران پارکر در ۱۹۸۴، و یک بازی جمع‌آوری کارت با نام تلماسه در ۱۹۹۷ ظاهر شد. این شخصیت همچنین در یک بازی ویدیویی با عنوان تلماسه از سال ۱۹۹۲ از کرایو اینتراکتیو / ویرجین اینتراکتیو و یک بازی کامپیوتری سه‌بعدی با عنوان تلماسهٔ فرانک هربرت در سال ۲۰۰۱ توسط کریو اینتراکتیو/ دریم کچر به نمایش درآمد.